# Bunnytown - La città dei coniglietti
Bunnytown - La città dei coniglietti (Bunnytown) è un cartone animato statunitense per bambini trasmesso a partire dal 10 novembre 2007 sul canale Playhouse Disney e Disney Junior, e successivamente in Italia su Playhouse Disney, Disney Junior e Rai 2.

## Trama
Nella città di Bunnytown, dove gli scherzi e le situazioni spiritose sono l'ordine del giorno, vivono dei teneri e allegri coniglietti dalle varie passioni e professioni, come il supereroe, l'inventore o l'esploratore dello spazio. Si divertono, fanno picnic, ballano il loro tipico ballo del coniglio oppure visitano la vicina città di Peopletown ed osservano le loro controparti umane.

## Personaggi e doppiatori
Protagonisti
- Re Coniglio, doppiato da Enzo Avolio
- Coniglio Giullare, doppiato da Alberto Bognanni
- Marvin, doppiato da Gianluca Solombrino
- Janis, doppiato da Mirko Mazzanti
- Jimi, doppiato da Daniele Raffaeli
- Space Bunny, doppiata da Domitilla D'Amico
- Super Bunny, doppiato da Vittorio Guerrieri

Personaggi ricorrenti
- Pinky Pinkerton, doppiata da Francesca Fiorentini
- Arbitro, doppiato da Vittorio Guerrieri
- Inventore, doppiato da Mino Caprio
- Cavernicoli, doppiati da Roberto Stocchi e Roberto Draghetti
- Pinkus, doppiato da Luigi Ferraro
- Barbiere, doppiato da Danilo De Girolamo
- Dan, doppiato da Enzo Avolio
- Melvin, doppiato da Alberto Caneva
- Maestra, doppiata da Lorenza Biella
- Harold, doppiato da Luigi Ferraro
- Luise, doppiata da Giulia Franceschetti

Antagonisti
- Bad Bunny, doppiato da Fabrizio Vidale